# ロン・ドン・シルヴァー
ダニエル・アーサー・ミード（Daniel Arthur Mead 1960年-）は、イギリスのポルノ男優。ロン・ドン・シルヴァー（Long Dong Silver）の名前で1970年後半から1980年前半にかけてアメリカで活動した。
彼は18インチ（45センチメートル）の陰茎を持つことで知られる。
| スタブアイコン | サブスタブ | この項目は、まだ閲覧者の調べものの参照としては役立たない、人物に関連した書きかけの項目です。この項目を加筆・訂正などしてくださる協力者を求めています（P:人物伝/PJ:人物伝）。 |